# Marcos Pérez Jiménez

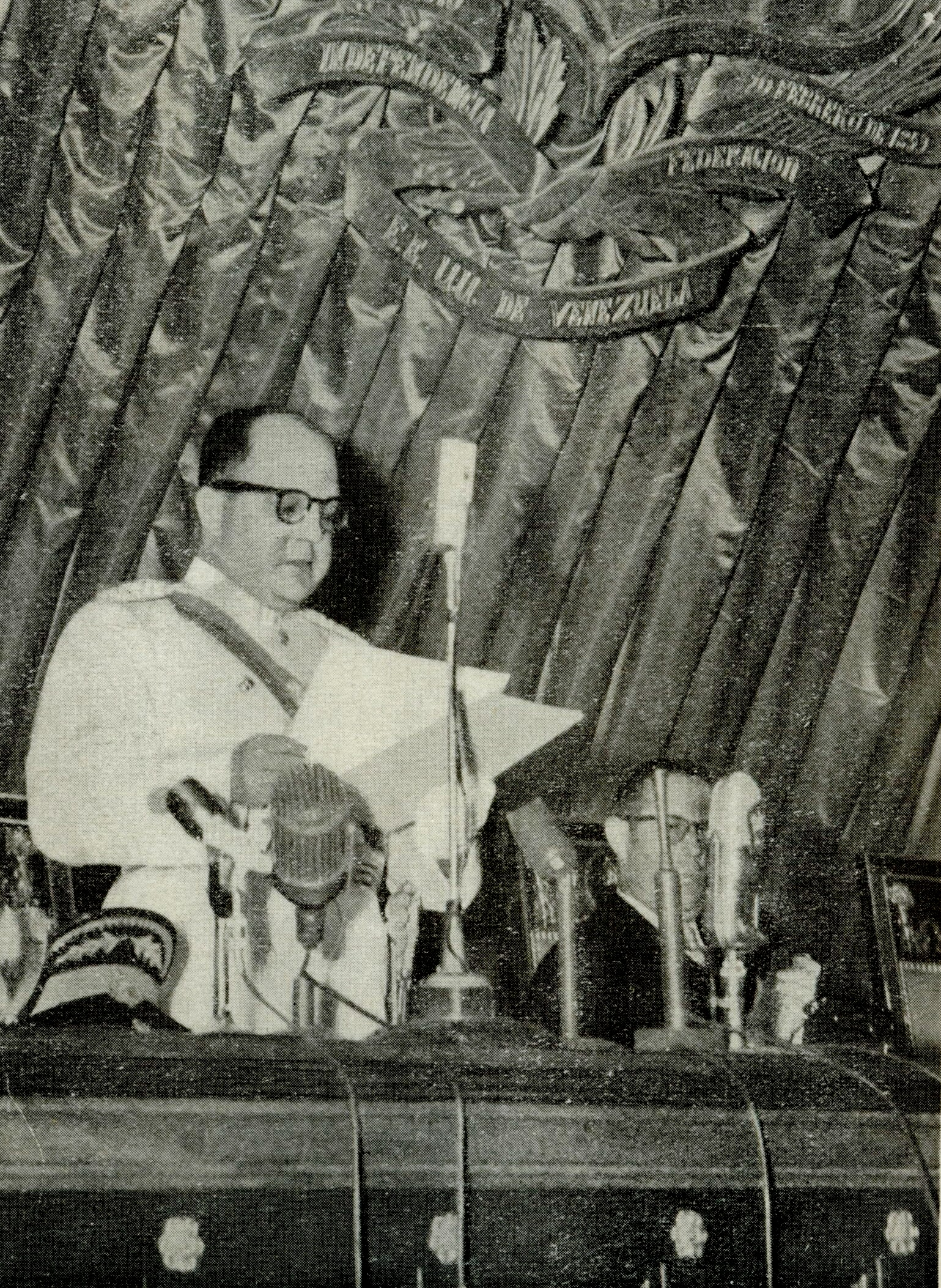
Marcos Pérez Jiménez, 1952

Marcos Pérez Jiménez (* 25. April 1914 in Michelena, Táchira, Venezuela; † 20. September 2001 in Madrid, Spanien) war Divisionsgeneral, Politiker und von 1952 bis 1958 der 42. Präsident von Venezuela.
In seiner Amtszeit wurden viele Investitionen vor allem in die Infrastruktur und Erdölindustrie durchgeführt. Pérez Jiménez war ein Diktator, der Folterzentren unterhielt. 1958 ging er in die USA ins Exil, wurde aber im August 1963 nach Venezuela ausgeliefert. Nach Verbüßen einer fünfjährigen Haftstrafe ließ er sich 1968 in Madrid nieder.

## Leben

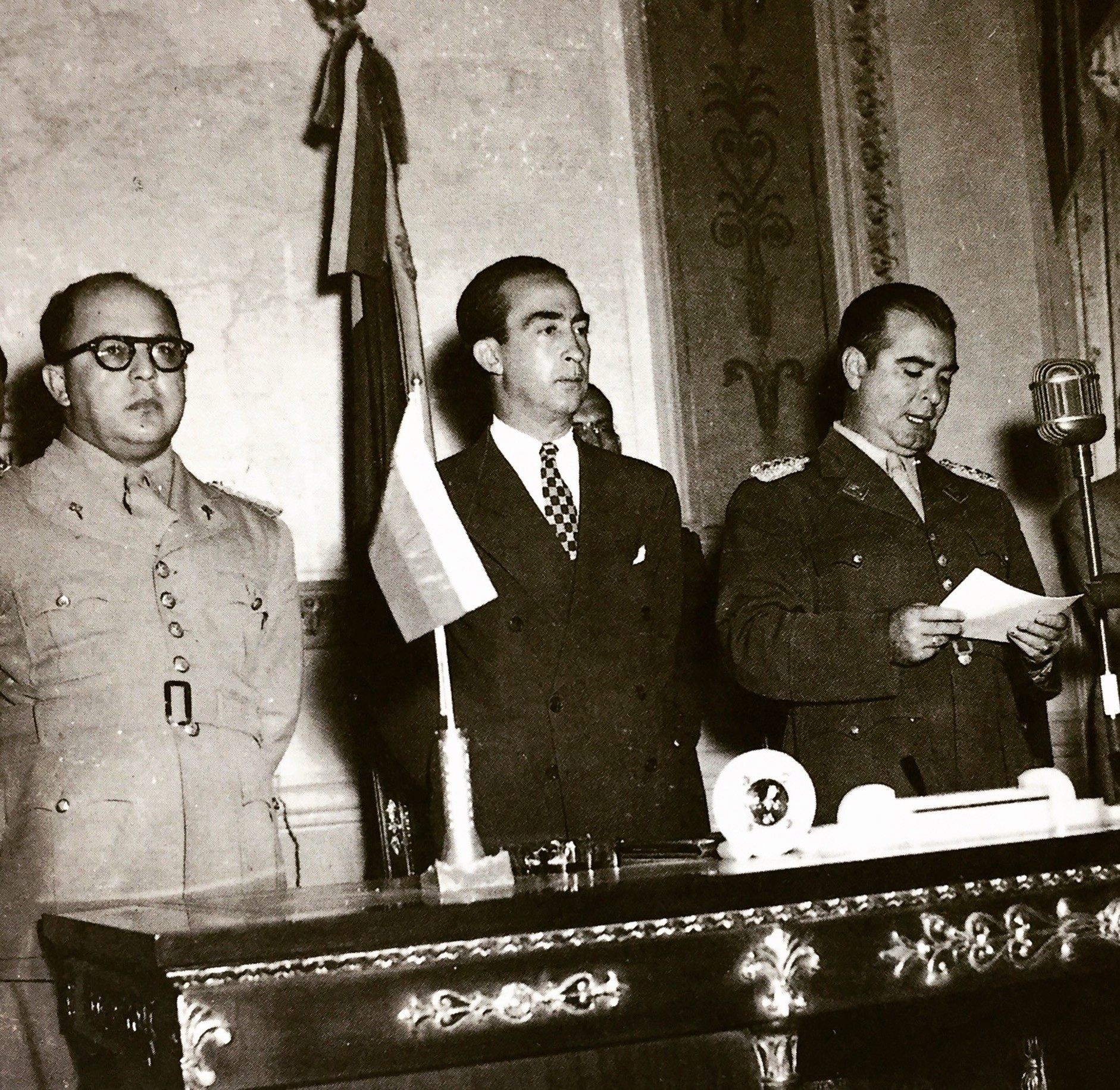
Pérez Jiménez (links) als Teil der regierenden Militärjunta (ca. 1951)

Geboren in Michelena, Táchira als Sohn eines Farmers und einer Lehrerin, ging Pérez Jiménez in seinem Heimatort und in Kolumbien zur Schule. Danach besuchte er die Militärakademie Venezuelas, die er 1934 als Klassenbester abschloss, bevor er verschiedene Militärschulen in Peru besuchte.
Am 18. Oktober 1945 nahm er an einem Putsch teil, bei dem die „demokratische“ Regierung Rómulo Gallegos (Acción Democrática) die Macht übernehmen konnte, und wurde Verteidigungsminister. Im November 1948 führte er dann einen zweiten Putsch an, um Gallegos wieder aus dem Amt zu vertreiben. Von 1948 bis 1952 wurde das Land von einer Militärjunta (darunter auch Pérez Jiménez und Germán Suárez Flamerich) unter Oberstleutnant Carlos Delgado Chalbaud regiert. Als am 13. November 1950 Delgado Chalbaud ermordet wurde, wurde Suárez Flamerich Übergangspräsident, während Pérez Jiménez der eigentliche starke Mann blieb.
1952 hielt die Junta Wahlen ab. Als sich jedoch ein Sieg der Opposition mit dem Kandidaten Jóvito Villalba abzeichnete, wurde die Wahl kurzerhand für ungültig erklärt und Pérez Jiménez am 2. Dezember 1952 zum Präsidenten ausgerufen. Pérez Jiménez ließ eine Konstituierende Nationalversammlung einberufen und kümmerte sich um Symbolpolitik. Er änderte den Landesnamen von Vereinigte Staaten von Venezuela (seit 1864) zu Republik Venezuela. 1999 änderte die Verfassunggebende Versammlung den Namen erneut. Er lautet heute Bolivarische Republik Venezuela, original: República Bolivariana de Venezuela.
In seiner Amtszeit wurden viele öffentliche Investitionen durchgeführt, wie der Bau der Autobahn von Caracas nach La Guaira, das Zentrum Simón Bolívar oder das Eisen- und Stahlwerk am Orinoco. Hingegen wurden die von der Vorgängerregierung eingeleiteten Investitionen in die staatlich finanzierte Bildung beendet. Das Geld aus dem Erdöl sollte der Akademie für Erdölingenieure zukommen. Die Universitäten mit ihren linksgerichteten Studenten sah er als Feinde und auch die liberale Zeitung El Nacional stellte sich seiner Diktatur in den Weg. Stattdessen förderte Pérez Jiménez die Gründung von zwei katholischen Privatuniversitäten (UCAB und USM). Er sorgte im Gegenzug dafür, dass die Universidad Central de Venezuela 1952 geschlossen wurde.
In der Landwirtschaftspolitik setzte Pérez Jiménez hauptsächlich auf große Agrarinvestoren. In diesem Sinne entstanden die Projekte Colonia Turén und Estado Portuguesa. Dabei berücksichtigte er die verschiedenen Regionen sehr unterschiedlich und die Lebensmittelversorgung verschlechterte sich.
Wie die meisten Diktatoren ließ Pérez Jiménez die Opposition und kritische Stimmen in der Bevölkerung skrupellos unterdrücken und verfolgen. Parteien und Gewerkschaften wurden aufgelöst. Pérez Jiménez war bei der Verfolgung von Kommunisten so effektiv, dass er von Eisenhower die Legion-of-Merit-Medaille verliehen bekam. Die Geheimpolizei Seguridad Nacional (SN) ermordete mehrere Politiker, darunter den Sozialdemokraten Leonardo Ruiz Pineda. Um dem Volk ein Ventil zu geben, förderte er den María-Lionza-Kult. Er ließ sich vom ihm ergebenen Schriftsteller José Luis Salcedo Bastardo hofieren. Sein Urbanisierungsprojekt 85 Superbloques musste Mitte 1958 vorzeitig beendet werden, da sich die Opposition in diesen Neubauten organisierte und sein Versuch, ganze Barrios zwischen Caracas, Catia La Mar und La Guaira zu beseitigen, Widerstand auslöste.
Eine Volkswahl im Dezember 1957 gewann Pérez Jiménez mit großer Mehrheit, wobei das Ergebnis angezweifelt werden kann. Am 1. Januar 1958 kam es in Venezuela zu Aufständen, die Pérez Jiménez schließlich dazu bewogen, in die USA zu fliehen. Der Aufstand aus der Bevölkerung hatte die Unterstützung von Teilen der Armee erhalten und endete am 23. Januar 1958. 1963 wurde Pérez Jiménez von den USA an die venezolanische Justiz ausgeliefert, die ihn wegen Korruption und Diebstahls von 200 Millionen Dollar während seiner Regierungszeit anklagte. Nach fünf Jahren Gefängnis wurde er entlassen. 1968 ging er nach Spanien ins Exil.
Im Exil hatte Pérez Jiménez eine Beziehung mit Marita Lorenz, einer früheren Geliebten Fidel Castros. Pérez Jiménez stand mit Carlos Marcello und Meyer Lansky in Kontakt. Marita Lorenz hat mit ihm eine Tochter, Monica. Nach dem Tod vermachte er Lorenz 5 Mio. US-Dollar, die von der CIA einbehalten worden sein sollen. Als Hugo Chávez 1998 gewählt wurde, lud er Marcos Pérez Jiménez zu den Feierlichkeiten zu seinem Amtsantritt ein, doch Pérez Jiménez kam der Einladung wegen zahlreicher Proteste in Venezuela nicht nach. Zudem hätte ihm auch 1999 bei einer Rückkehr nach Venezuela eine Verhaftung gedroht. Er starb 2001 im Alter von 87 Jahren in Madrid.
Seine Anhängerschaft, die in der Cruzada Cívica Nacionalista (CCN) organisiert war, hielt lange an den nationalistischen Ideen des perezjimenismo fest.

## Auszeichnungen (Auswahl)
- 1953: Großkreuz des Verdienstordens der Italienischen Republik
- 1954: Sonderstufe des Großkreuzes des Verdienstordens der Bundesrepublik Deutschland
- 1956: Collane des Ordens de Isabel la Católica